# Хадфорд, Кэтрин
Кэтрин «Кэти» Хадфорд (венг. Hadford Katherine, родилась 24 июля 1989 года в Виенне, Вирджиния, США) — венгерская ранее американская фигуристка-одиночница. Неоднократный призёр венгерского чемпионата.

## Биография
Занималась фигурным катанием с 1996 года, до 2007 года выступала на соревнованиях за США. Серьёзных успехов она не достигла и приняла решение выступать за родину своих родителей.
В чемпионате Венгрии она сразу выиграла бронзовую медаль. Лишь карантин по смене спортивного гражданства не позволил ей стартовать на международных стартах. На следующий год она вновь завоевала бронзовую медаль на национальном чемпионате и дебютировала на юниорских этапах Гран-при. Дебютировала она и на взрослом международном уровне в Загребе на Золотом коньке Загреба. В начале марта 2007 года она выступала в Оберстдорфе на юниорском мировом чемпионате. В 2008 году она стала вице-чемпионкой Венгрии и дебютировала на европейском чемпионате. Однако и там не достигла должных результатов.
Тренировалась у Жофии Кульчар, Патриции Хилл, Анжелики Крыловой и Ераньяка Ипакяна. Выступала за клуб Budapest FSC.

## Спортивные достижения

### Выступления за Венгрию
| Соревнования/Сезон                  | 2005–2006 | 2006–2007 | 2007–2008 | 2008–2009 | 2009–2010 | 2010–2011 |
| ----------------------------------- | --------- | --------- | --------- | --------- | --------- | --------- |
| Чемпионаты Европы                   |           |           | 21        | 31        | 31        | 34        |
| Чемпионаты мира среди юниоров       |           | 25        | 24        |           |           |           |
| Чемпионаты Венгрии                  | 3         | 3         | 2         | 3         | 2         |           |
| Золотой конёк Загреба               |           | 9         |           | 11        | 11        | 15        |
| Хрустальный конёк Румынии           |           |           |           |           | 14        |           |
| Мемориал Ондрея Непелы              |           |           |           | 10        |           |           |
| Мемориал Карла Шефера               |           |           |           | 12        |           |           |
| Этапы юниорского Гран-при: Италия   |           |           |           | 25        |           |           |
| Этапы юниорского Гран-при: Германия |           |           | 12        |           |           |           |
| Этапы юниорского Гран-при: Австрия  |           |           | 23        |           |           |           |
| Этапы юниорского Гран-при: Венгрия  |           | 10        |           |           |           |           |
| Этапы юниорского Гран-при: Чехия    |           | 18        |           |           |           |           |

### Выступления за США
| Соревнования/Сезон | 2004–05 |
| ------------------ | ------- |
| Чемпионаты США     | 17      |